# Pinalia rhodoptera
Pinalia rhodoptera är en orkidéart som först beskrevs av Heinrich Gustav Reichenbach, och fick sitt nu gällande namn av Wally Suarez och James Edward Cootes. Pinalia rhodoptera ingår i släktet Pinalia och familjen orkidéer.
Artens utbredningsområde är Filippinerna. Inga underarter finns listade i Catalogue of Life.

## Bildgalleri

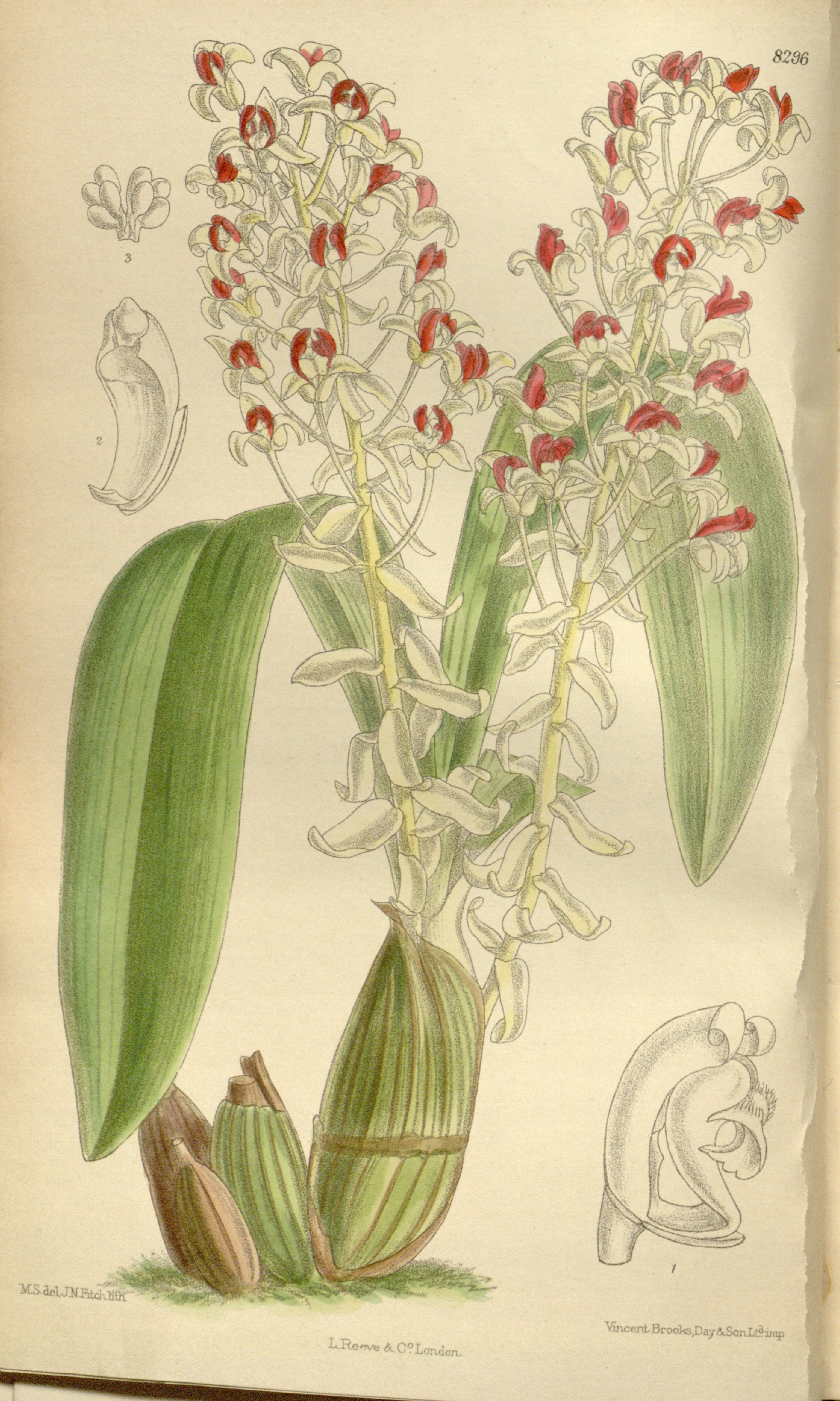